# Марте Олсбу Ройзелан
Марте Олсбу Ройзелан (на норвежки: Marte Olsbu Røiseland) е норвежка биатлонистка, трикратна олимпийска шампионка от олимпиадата в Пекин 2022 г., двукратна бронзова медалистка от същата олимпиада и двукратна сребърна медалистка от олимпиадата в Пьонгчан през 2018 г. Тя е първата жена-биатлонист, спечелила 5 медала от една олимпиада от 6 възможни, както и първата, която печели олимпийски медал във всяка една индивидуална дисциплина. Ройзелан е носителка на световната купа по биатлон за сезон 2021/22 г. и на две малки купи в дисциплините спринт и преследване. Тя е и 13-кратна световна шампионка по биатлон. На световното първенство в Антхолц през 2020 г. тя печели 7 медала (5 златни и 2 бронзови) от 7 възможни, като така тя става първия биатлонист в света, спечелил медал във всяка една дисциплина на световно първенство.
На 14 март 2023 обявява че слага край на спортната си кариера. 

## Постижения

### Олимпийски игри
| Състезание    | Индивидуално 15 км | Спринт 7,5 км | Преследване 10 км | Масов старт 12,5 км | Щафета 4×6 км | Смесена щафета |
| ------------- | ------------------ | ------------- | ----------------- | ------------------- | ------------- | -------------- |
| 2018 Пьонгчан | 71-во място        | сребро        | 4-то място        | 8-о място           | 4-то място    | сребро         |
| 2022 Пекин    | бронз              | злато         | злато             | бронз               | 4-то място    | злато          |

### Световни първенства
| Дисциплина              | Индивидуално 15 км | Спринт 7,5 км | Преследване 10 км | Масов старт 12,5 км | Щафета 4×6 км | Смесена щафета | Единична смесена щафета |
| ----------------------- | ------------------ | ------------- | ----------------- | ------------------- | ------------- | -------------- | ----------------------- |
| 2015 Контиолахти        | —                  | 31-во място   | 42-ро място       | —                   | 5-о място     | —              | —                       |
| 2016 Осло               | 42-ро място        | 11-о място    | 16-о място        | 7-о място           | злато         | бронз          | —                       |
| 2017 Хохфилцен          | 58-о място         | 54-то място   | 16-о място        | 29-о място          | 11-о място    | 8-о място      | —                       |
| 2019 Йостерсунд         | 23-то място        | 25-о място    | 4-то място        | 7-о място           | злато         | злато          | злато                   |
| 2020 Антхолц-Антерселва | бронз              | злато         | бронз             | злато               | злато         | злато          | злато                   |
| 2021 Поклюка            | 20-о място         | 6-о място     | 9-о място         | 4-то място          | злато         | злато          |                         |
| 2023 Оберхоф            | —                  | 4-то място    | бронз             | 17-о място          | 6-о място     | злато          | злато                   |